# Стріховецька сільська рада
Стріхове́цька сільська́ ра́да — адміністративно-територіальна одиниця та орган місцевого самоврядування в Ярмолинецькому районі Хмельницької області. Адміністративний центр — село Стріхівці.

## Загальні відомості
- Територія ради: 16,3 км²
- Населення ради: 744 особи (станом на 2001 рік)

## Населені пункти
Сільській раді підпорядковані населені пункти:
- с. Стріхівці

## Склад ради
Рада складається з 16 депутатів та голови.
- Голова ради: Погорілий Олександр Петрович
- Секретар ради: Саврій Людмила Анатоліївна

### Керівний склад попередніх скликань
| Прізвище, ім'я, по батькові     | Основні відомості                                                        | Дата обрання | Дата звільнення |
| ------------------------------- | ------------------------------------------------------------------------ | ------------ | --------------- |
| Романюк Олександр Володимирович | Сільський голова, 1962 року народження, член Української Народної Партії | 26.03.2006   | 31.10.2010      |
| Погорілий Олександр Петрович    | Сільський голова, 1974 року народження, освіта вища, безпартійний        | 31.10.2010   |                 |

Примітка: таблиця складена за даними сайту Верховної Ради України

### Депутати
За результатами місцевих виборів 2010 року депутатами ради стали:

#### За суб'єктами висування
| Суб'єкт висування | Кількість обраних депутатів | %    |
| ----------------- | --------------------------- | ---- |
| Самовисування     | 15                          | 93,8 |
| Партія регіонів   | 1                           | 6,3  |

#### За округами
| № округу        | Прізвище, ім'я, по батькові      | Дата визнання обраним | Освіта             | Партійна приналежність | Відомості про обраного депутата                           |
| --------------- | -------------------------------- | --------------------- | ------------------ | ---------------------- | --------------------------------------------------------- |
| Партія регіонів |                                  |                       |                    |                        |                                                           |
| 12              | Саврій Людмила Анатоліївна       | 01.11.2010            | вища               | позапартійна           | Стріховецька сільська рада, секретар                      |
| Самовисування   |                                  |                       |                    |                        |                                                           |
| 1               | Островський Михайло Анатолійович | 01.11.2010            | середня спеціальна | позапартійний          | Чернівці «Трансмост»                                      |
| 2               | Бузінська Оксана Дмитрівна       | 01.11.2010            | вища               | позапартійна           |                                                           |
| 3               | Заневська Оксана Анатоліївна     | 01.11.2010            | середня            | позапартійна           |                                                           |
| 4               | Лісовська Ірина Миколаївна       | 01.11.2010            | вища               | позапартійна           |                                                           |
| 5               | Трач Віктор Антонович            | 01.11.2010            | середня            | позапартійний          |                                                           |
| 6               | Сьомаш Микола Йосипович          | 01.11.2010            | середня            | позапартійний          |                                                           |
| 7               | Синиця Алла Василівна            | 01.11.2010            | середня            | позапартійна           |                                                           |
| 8               | Волох Олександр Вікторович       | 01.11.2010            | середня            | позапартійний          |                                                           |
| 9               | Швед Костянтин Володимирович     | 01.11.2010            | середня            | позапартійний          |                                                           |
| 10              | Гавриленко Тетяна Миколаївна     | 01.11.2010            | вища               | позапартійна           | Стріховецький фельдшерсько-акушерський пункт, завідувачка |
| 11              | Саврій Людмила Анатоліївна       | 01.11.2010            | вища               | позапартійна           | Стріховецька сільська рада, бухгалтер                     |
| 13              | Ліснича Марія Вікторівна         | 01.11.2010            | вища               | позапартійна           | Бібліотека, бібліотекар                                   |
| 14              | Поліщук Дмитро Миколайович       | 01.11.2010            | вища               | позапартійний          |                                                           |
| 15              | Лісовська Людмила Петрівна       | 01.11.2010            | середня            | позапартійна           |                                                           |
| 16              | Заболотний Микола Михайлович     | 01.11.2010            | середня            | позапартійний          |                                                           |